# Yann Gozlan

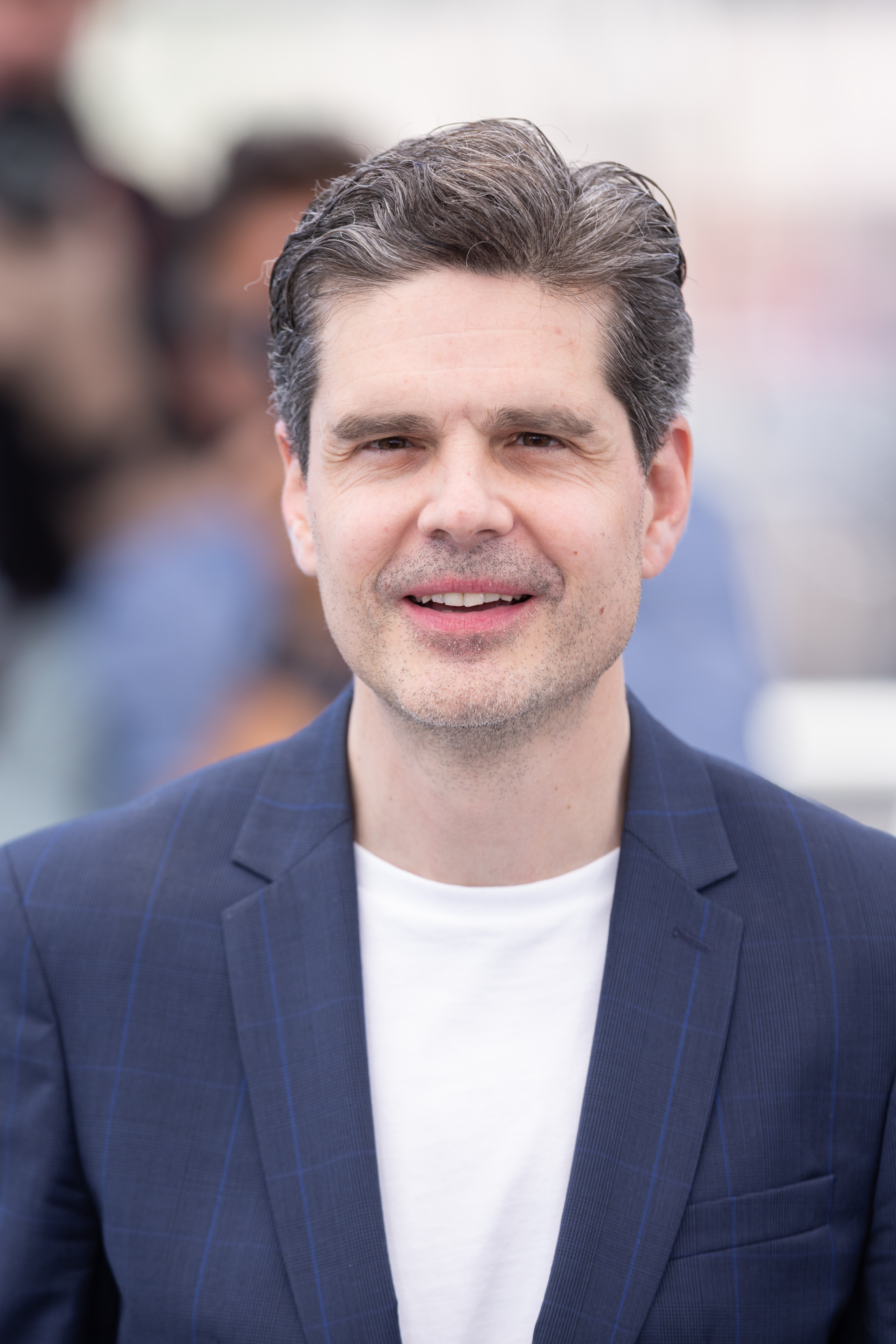
Yann Gozlan (2025)

Yann Gozlan (* 28. März 1977 in Aubervilliers) ist ein französischer Filmregisseur und Drehbuchautor.

## Leben
Yann Gozlan begann nach Abbruch seines Studiums der Wirtschaftswissenschaften ein Filmstudium an der Universität Paris VIII,  Abteilung Film. 2004 und 2007 drehte er seine beiden ersten Kurzfilme, Pellis mit Bruno Todeschini und Echo mit Lubna Azabal und Samuel Jouy. Echo wurde in Gérardmer mit dem Prix du court métrage ausgezeichnet. Sein erster Langfilm, der Thriller Caged (2010), wurde daraufhin von der französischen Produktionsgesellschaft Sombrero Films finanziert. Gozlan war bei Caged auch als Drehbuchautor beteiligt. Für alle seine folgenden Filme war er Co-Autor des Drehbuchs oder schrieb das Drehbuch selbst. Sein Thriller Black Box – Gefährliche Wahrheit (2021) erhielt fünf César-Nominierungen. Sein Thriller Visions mit Diane Kruger und Marta Nieto in den weiblichen Hauptrollen hatte seine internationale Premiere am 2. Oktober 2023 auf dem Zurich Film Festival.
Im Jahr 2025 wurde sein Psychothriller Dalloway (englischsprachiger Titel: The Residence) mit Cécile de France in der Hauptrolle in das Programm des Filmfestivals von Cannes aufgenommen.

## Filmografie
- 2004: Pellis, Kurzfilm
- 2007: Echo, Kurzfilm
- 2009: Caged
- 2014: Un homme idéal
- 2016: Operation Duval – Das Geheimprotokoll (La mécanique de l’ombre); Drehbuch
- 2017: Burn Out
- 2020: Black Box – Gefährliche Wahrheit (Boîte noire)
- 2022: Centauro, Drehbuch; Regie: Daniel Calparsoro
- 2023: Visions
- 2025: Dalloway